# Daniel Arsand
Daniel Arsand, né le 9 juillet 1950 à Avignon (Vaucluse), est un écrivain français en même temps qu'un éditeur spécialisé dans la littérature étrangère.

## Biographie

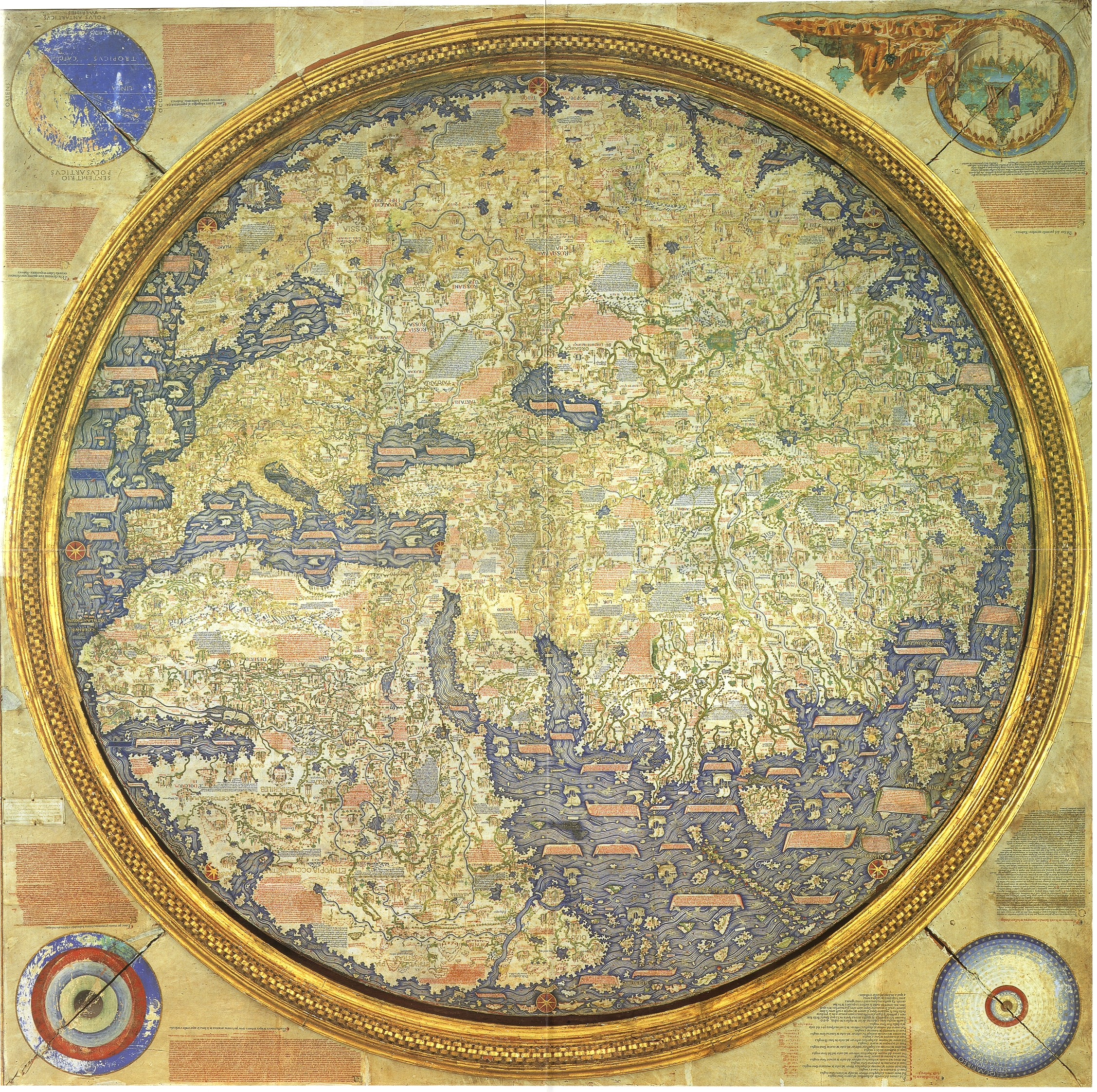
Le monde de La Province des ténèbres

Après avoir passé la plus grande partie de son enfance et de son adolescence à Roanne , Daniel Arsand exerce à Paris différentes professions dans l'univers des livres : d'abord libraire, notamment pour les librairies Fontaine, il travaille une dizaine d'années comme conseiller littéraire auprès de diverses maisons d'édition parmi lesquelles La Manufacture et Balland, avant d'entrer aux éditions du Rocher comme attaché de presse. Enfin, en 2000, il devient éditeur de littérature étrangère chez Phébus.
En 1989, il fait ses débuts comme écrivain avec une biographie de Mireille Balin mais sa carrière de romancier ne commence qu'en 1998 avec La Province des ténèbres, œuvre remarquée qui lui vaut le prix Femina du premier roman. Cet auteur, que Michel Crépu, dans L'Express du 28 septembre 2000, surnommera « Arsand, le classique sauvage » en raison du contraste entre l'âpreté de ses thèmes et la sobriété de son style, publie ensuite plusieurs romans et recueils de nouvelles, dont En silence, qui obtiendra le grand prix Jean-Giono du deuxième roman.
En parallèle, son rôle d'éditeur est avant tout celui d'un « passeur », c'est-à-dire d'un lecteur qui permet au public francophone de découvrir des auteurs étrangers. En ce sens, Daniel Arsand est le « passeur » de William Trevor mais aussi de trois autres écrivains irlandais : Keith Ridgway (prix Femina étranger 2001), Hugo Hamilton (prix Femina étranger 2003) et Joseph O'Connor. Il a également fait traduire la romancière turque Elif Shafak. 
Il est l'éditeur de Certaines n'avaient jamais vu la mer de Julie Otsuka, qui a reçu le prix Femina étranger 2012.

## Télévision
Il a collaboré à l'émission Secrets d'Histoire consacrée à George Sand, intitulée George Sand, libre et passionnée diffusée le 2 août 2016 sur France 2.

## Œuvres
- Mireille Balin ou la Beauté foudroyée, Éditions de La Manufacture, 1989
- Nocturnes, HB Éditeur, 1996
- La Province des ténèbres, Phébus, 1998 ; réédition, Phébus, coll. « Libretto » no 64, 2001 Prix Femina du premier roman
- En silence, Phébus, 2000  ; réédition, Phébus, coll. « Libretto » no 232, 2006 Grand prix Jean-Giono du deuxième roman
- La Ville assiégée, Le Rocher, 2000
- Lily, Phébus, coll. « D'aujourd'hui », 2002 ; réédition, Libretto, coll. « Libretto » no 443, 2014
- Ivresses du fils, Stock, coll. « Écrivins », 2004
- Des chevaux noirs, Stock, 2006 ; réédition, LGF, coll. « Le Livre de poche » no 30930, 2008
- Des amants, Stock, 2008 ; réédition, LGF, coll. « Le Livre de poche » no 32018, 2010 ; réédition, Actes Sud, coll. « Babel » no 1439, 2017 Grand prix Thyde-Monnier de la Société des gens de lettres
- Alberto, Éditions du Chemin de fer, 2008
- Un certain mois d'avril à Adana : roman, Paris, Flammarion, 2011, 370 p. (ISBN 978-2-08-125865-5) ; réédition, Libretto, coll. « Libretto » no 486, 2015Prix Chapitre du roman européen 2011[3]
- Que Tal[4], Phébus, 2013 ; réédition, Libretto, coll. « Libretto » no 462, 2014
- Je suis en vie et tu ne m’entends pas, Actes sud, coll. « Domaine français », 2016  (ISBN 978-2-330-06042-8) ; réédition, Actes Sud, coll. « Babel » no 1514, 2018 Prix du Roman gay 2016
- Moi qui ai souri le premier, Arles, France, Actes Sud, 2022, 112 p.  (ISBN 978-2-330-16922-0)

## Décoration

### Décoration officielle
- Chevalier des Arts et des Lettres